# Григорьевка (Смоленская область)
Григорьевка — деревня в Рославльском районе Смоленской области России. Входит в состав Костырёвского сельского поселения. Население — 9 жителей (2007 год). 
Расположена в южной части области в 28 км к северо-востоку от Рославля, в 4 км севернее автодороги Р137 Сафоново — Рославль, на берегу реки Перепелевка. В 24 км юго-западнее деревни расположена железнодорожная станция Терешок на линии Смоленск — Рославль. 

## История
В годы Великой Отечественной войны деревня была оккупирована гитлеровскими войсками в августе 1941 года, освобождена в сентябре 1943 года.